# Actinina
A actinina ou alfa-actinina é uma proteína que faz parte dos microfilamentos da actina. A α-actinina 1 é necessária para a união dos filamentos de actina à linha Z da célula muscular esquelética, e aos corpos densos da célula muscular lisa. A proteína funcional é um dímero antiparalelo, que estabelece ligações cruzadas entre os filamentos finos de sarcómeros adjacentes, e coordena as contracções entre sarcómeros no eixo horizontal.
Existem também α-actininas, codificadas pelos genes ACTN1 e ACTN4, que são amplamente expressadas no organismo, também fora do sarcómero. A expressão da ACTN2 produz-se tanto no músculo cardíaco como no esquelético, enquanto que a ACTN2 está limitada ao esquelético.  Ambas as extremidades do dímero com a forma cilindrica da α-actinina contém domínios de ligação à actina.
As mutações na ACTN4 podem causar a doença renal glomeruloesclerose segmentar e focal.

### Outros artigos
- Actina
- Contração muscular